# Бекарюковский бор
Бекарюковский бор (Мало-Михайловский бор, Государственный природный заказник «Бекарюковский бор») — заказник, расположенный рядом с селом Маломихайловка (до революции — Бекарюковка) в Шебекинском районе Белгородской области России. Площадь — 66 га, создан в 1995 году. Наиболее сохранившееся местонахождение меловой сосны в области.

## Описание

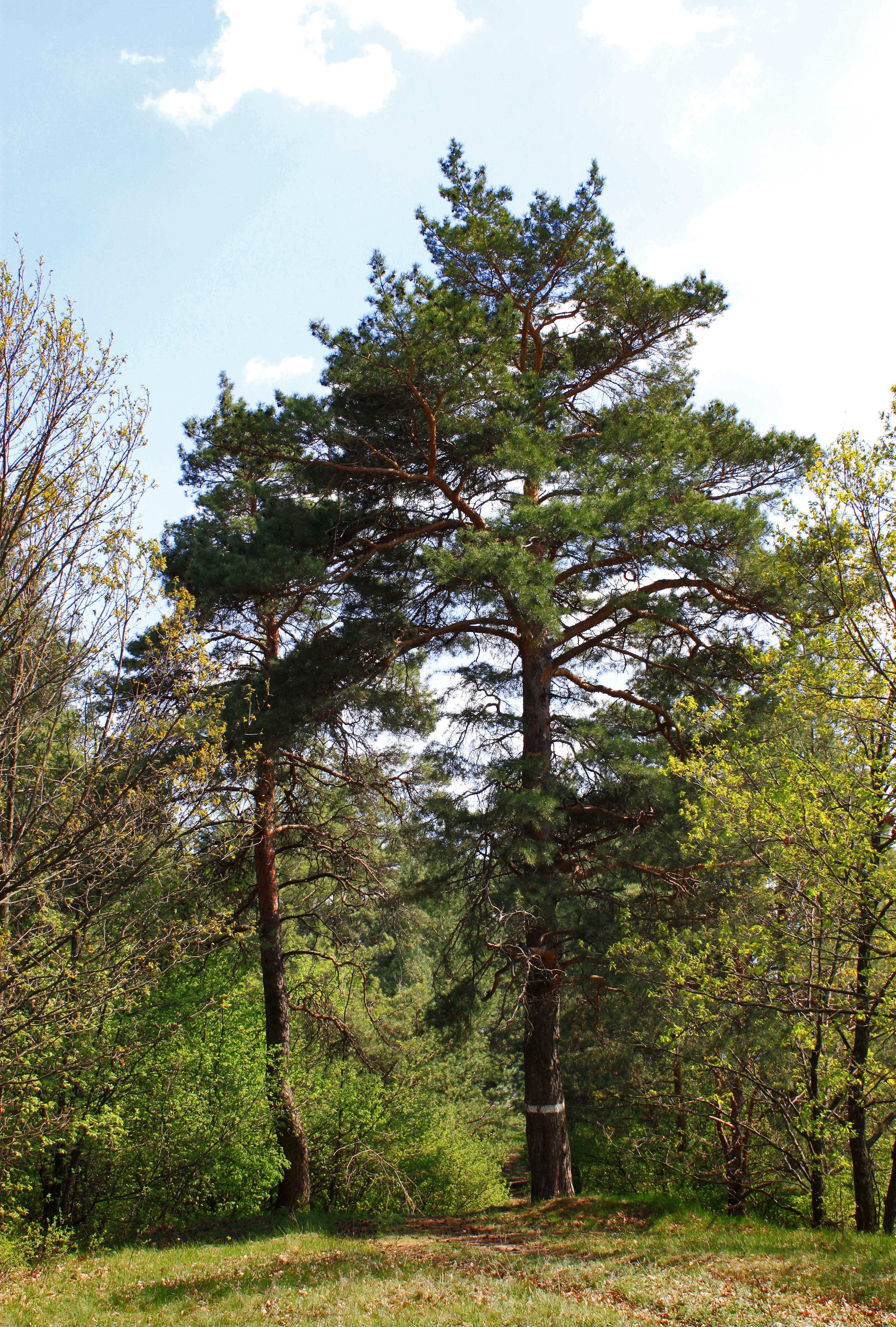
Бекарюковский бор, сосна меловая.

Заказник «Бекарюковский бор» расположен на правом берегу реки Нежеголь. Это наиболее сохранившееся местонахождение меловой сосны в Белгородской области. Она считается реликтовой породой для данной местности, сохранившейся со времен третичного периода. Сосна здесь растёт на меловых склонах крутизной 42 градуса на высоте 70–100 м над долиной реки Нежеголь, на голом или слегка покрытом травянистой растительностью мелу. Средняя высота деревьев 22 метра, диаметр 30–75 сантиметров. Многим из этих деревьев перевалило на вторую сотню лет. В округе преобладают низкоствольные дубравы и насаждения сосны обыкновенной. Выделы сосны меловой относятся к генетическим резерватам. Возраст отдельных деревьев достигает 200 и более лет. Всего к генетическим резерватам отнесено около 100 га.
Видовой состав растительности участка насчитывает до 368 видов цветковых растений, в том числе редких: дремлик тёмно-красный, ковыли, пыльцеголовник красный, оносма, прострел раскрытый, или сон-трава, василёк русский, лён украинский, горицвет, или адонис весенний, ломонос цельнолистный и другие.
Меловая сосна находится под угрозой исчезновения. Её особенность состоит в том, что сосна способна развиваться и расти на мелу при почти полном отсутствии перегнойного горизонта. Несмотря на ценность, сохранение этой породы не налажено. Сохранились считанные экземпляры, которые могут давать семенной материал.
Решением Исполкома Европейской конвенции о сохранении дикой природы и естественной среды обитания 30 ноября 2012 года Бекарюковскому бору (англ. Bekariukovskiy Bor) присвоен статус перспективного (англ. candidate) участка Изумрудной сети на площади 315,2 га. В него вошли ООПТ регионального значения: охраняемое «Урочище Бекарюковский бор» (66 га), «Ботанический заказник на южном склоне Маломихайловского лога» (3 га), а также сопредельные территории.

## История
...Тридцать миллионов лет назад отступило море — пролив, соединяющий экваториальный океан Тетис с морями в районе Северного полюса. Возникли жаркий климат, тропические леса, образовались реки Дон, Северский Донец, Оскол, наши речушки. Затем климат становится умеренным, с востока наступают леса с опадающей листвою. Один миллион лет назад климат стал уже заметно прохладнее и влажнее. На этот раз земля оделась в хвойные леса из ели, пихты, сосны. Сосна пришла с востока, обосновалась на песке и меловых отложениях. Четвертый период в развитии земли — ледниковый; Ледник 100—200-метровой толщины двигался на русскую равнину. Но Белгородчина оставалась полуостровом среди льда. И потому продолжала расти на меловых почвах и на песке сосна.
Бекарюковский бор сохранился во многом благодаря стараниям богатого помещика Бекарюка, в составе чьих угодий был и Бекарюковский бор. За сохранностью деревьев помещик тщательно следил и полюбоваться красотами и поохотиться ходил в лес со всей своей семьёй.
В ботанической литературе этот участок известен с 1819 года, когда профессор И. О. Калениченко обнаружил здесь новый вид — волчеягодник Софии, который кроме этих мест встречается только кое-где в сосновых боpax Алтая.
С 1869 по 1902 год — в течение 33 лет ведет наблюдение за соснами на мелу российский ученый Кёппен. Он написал замечательный труд «Географическое распространение хвойных деревьев в Европейской России».
В 1903 году Бекарюковский бор был обследован академиком В. Н. Сукачевым. Вот как Владимир Николаевич описывает эти места:

«На самом берегу речки стоит помещичья усадьба, принадлежавшая когда-то богатому владельцу Бекарюкову. В прилегающем прекрасном саду, который раскинут по обе стороны реки и вплотную подходит к сосняку, находится теплица, за которой чуть не вертикально высится меловая гора, по склонам которой лепятся старые развесистые сосны. Взглянув с высоты этого утеса, мы будем удивлены тем видом, который раскроется перед нами. Недаром Калениченко говорил, что с Бекарюковкой по красоте могут сравниться разве только Крым и Кавказ. По обе стороны этого «шпиля» находится ряд таких же «шпилей», разделенных балками. Склоны балок покрыты то более темной мрачной зеленью сосен, то более светлой веселой зеленью лиственного леса».
В 1965 году Бекарюковский бор посетили ученые института ботаники Академии наук СССР под руководством профессора М. И. Котова. К сожалению, многих растений они недосчитались... Не нашли знаменитый волчеягодник Софии — гордость нашей природы. Исчезновение многих реликтовых растений объясняется деятельностью человека. Реликтовые сосновые боры являются памятниками природы. Однако отношение к ним не всегда хорошее. В советские времена Бекарюковский бор был местом проведения массовых районных мероприятий.